# The Washington Times
Die Washington Times ist eine US-amerikanische Tageszeitung mit Verlagsort Washington, D.C. Sie wurde 1982 von Sun Myung Moon und anderen Mitgliedern der Vereinigungskirche als konservative Alternative zur Washington Post gegründet. Im Jahr 2018 betrug ihre Auflage 52.059 Exemplare.

## Motivation der Gründung und des Betriebs
Die Times ist eine Veröffentlichung von News World Communications, die von der Columbia Journalism Review als der „Medienarm von Sun Myung Moons Vereinigungskirche“ beschrieben wird. Die Washington Post war Anfang der 1980er Jahre eine der Hauptkritiker des konservativen Antikommunismus von Moon gewesen und nach dem Konkurs des Washington Stars die einzige Tageszeitung der US-Hauptstadt. Moon erkannte den Nutzen der Medien im Dienste seiner Kirche, wie er später im Dezember 2000 erklärte: „Wir müssen selbst die Medien für die Entwicklung der Kirche nutzen. Die Kirche ist der Geist und die Medien der Körper, um die Außenwelt zu erreichen. Wir sollten diese Bewegung und Aktivität in den Vereinigten Staaten beginnen, weil die Washington Times und UPI dort ihren Hauptsitz haben. Sobald wir unsere Organisation in den Vereinigten Staaten etabliert haben, kann sie ohne große Veränderungen auf die Welt ausgedehnt werden.“
Bis 2006 hatte der Verlag Verluste in Höhe von drei Milliarden US-Dollar erlitten, um die konservative Botschaft der Times verbreiten zu können – Verluste, die von der Vereinigungskirche in Form von Subventionen ersetzt wurden.

## Politische Tendenz
Die Times wird in der Regel als politisch konservativ eingeordnet. Zusammen mit Fox News Channel und Talkradio wird sie beispielhaft für die konservativen Medien der Vereinigten Staaten genannt.
Laut dem Gründer der Zeitung sollte sie Kommunismus bekämpfen und eine konservative Alternative zur, seiner Ansicht nach, zu liberalen/sozialliberalen Washington Post werden. Der ehemalige Chefredakteur der Washington Times (1992–2008), Wesley Pruden, ordnet die Zeitung als konservativ in der Storyauswahl und im Editorial ein, sie sei aber nicht bestrebt, direkt konservative Geschichten zu schreiben.
Die Glaubwürdigkeit der Zeitung wurde jedoch oftmals infrage gestellt, so etwa 1995 in einem Beitrag von Columbia Journalism Review.
Von konservativer Seite erhielt die Zeitung hingegen teilweise Lob; so äußerte etwa Ronald Reagan 1997, dass die Amerikaner dank der Washington Times die Wahrheit wüssten.
Seitdem wurden jedoch etliche Analysen von Artikeln veröffentlicht, in denen der Zeitung schwerwiegende Fehler vorgeworfen wurden. So etwa
- 1999 und 2002 auf The Daily Howler[10][11]
- 2002 auf Salon.com[12][13]

Der frühere konservative Washington-Times-Journalist und Medienkritiker David Brock schrieb 2011, dass eine journalistische Ethik in der Washington Times praktisch nicht existiere.
Anlässlich des Sturms auf das Kapitol in Washington im Januar 2021 stellte Patrick Gensing auf tagesschau.de fest, dass die Washington Times neben der Klimawandelleugnung die Behauptung verbreitet hatte, dass der Sturm aufs Kapitol von linken Aktivisten angezettelt worden sei, ohne diese (allen anderen dokumentierten Beobachtungen widersprechende) Behauptung zu belegen – was aber dennoch zu einer weiten Verbreitung dieser Behauptung und Desinformation führte.